# Re:action
|  | Denne artikel er oprettet af botten PalnaBot ud fra en ekstern database. Den kan derfor have sproglige fejl eller mangler. Denne skabelon kan fjernes efter kontrol af indholdet. |

Re:action er en film instrueret af Christian Holten Bonke.

## Handling
4 gamle venner, der igennem deres ungdom har været et crew i graffiti-miljøet, samles igen. Siden dengang er de hver især blevet kunstnere inden for hver deres retning. I dag skal de igen skabe et værk sammen - på trods af de forskelligheder tiden har ført med sig